# 浦里村
浦里村（うらさとむら）は、長野県小県郡にあった村。現在の上田市北西部、国道143号沿線および青木村大字当郷にあたる。

## 地理
- 河川：浦野川

## 歴史
- 1889年（明治22年）4月1日 - 町村制の施行により、浦野村・岡村・仁古田村・越戸村・当郷の区域をもって発足。
- 1957年（昭和32年）3月31日 - 下記の分割により浦里村廃止。
  - 大字浦野・岡・仁古田・越戸が上田市の一部および浦里村の一部と合併して川西村が発足。
  - 大字当郷が青木村に編入。

## 交通

### 鉄道路線
- 上田温泉電軌
  - 青木線（1938年廃止）
    - 白銀駅 - 出浦駅 - 当郷駅

### 道路
- 国道143号